# Acronicta phaeocosma
Acronicta phaeocosma är en fjärilsart som beskrevs av Turner 1920. Acronicta phaeocosma ingår i släktet Acronicta och familjen nattflyn. Inga underarter finns listade i Catalogue of Life.